# Trittame stonieri
Trittame stonieri är en spindelart som beskrevs av Raven 1994. Trittame stonieri ingår i släktet Trittame och familjen Barychelidae.
Artens utbredningsområde är Queensland. Inga underarter finns listade i Catalogue of Life.